# 劉夔 (明朝)
劉夔（1486年—1543年），字舜弼，号黄岩，山西襄垣县人，明朝政治人物。劉鳳儀次子。

## 生平
正德五年山西鄉試第□十名舉人，六年（1511年）联捷辛未科進士。選翰林院庶吉士，八年十月授兵科给事中，十六年二月转刑科右，嘉靖元年升户科左给事中，以兄刘龙任礼部右侍郎，例应回避，五月改任翰林院检讨。丁忧归。
嘉靖四年（1525年）四月復除检讨，六月出為河南佥事。因上疏谢恩而复疏辞，忤逆圣旨，降二级调外任，被貶為大名府通判，后擢南京都察院经历、户部郎中，出为江西副使，十一年七月调任河南提学副使，升贵州提学参政，再升為山东按察使，十四年四月晋都察院左佥都御史，巡抚保定、兼提督紫荆关，十七年四月被劾致仕。。

## 著作
歸鄉後，著有《黄岩集》、《金陵稿》。

## 家族
曾祖劉端，教谕，贈御史；祖父劉潔，曾任按察司副使，加贈□□大夫贊治尹；父劉鳳儀，曾任刑部員外郎。母張氏（封孺人）。兄劉龍，官至南京吏部尚書。